# Repast
Repast, ang. Recursive Porous Agent Simulation Toolkit – jedno z kilku dostępnych narzędzi do modelowania systemów agentowych. Dziedziczy wiele koncepcji z takich systemów jak Swarm. Cechą wyróżniającą Repast jest implementacja dostępna dla różnych języków (aktualnie .Net, Java, Python), udostępniana na licencji open-source. Repast powstał na Uniwersytecie w Chicago.